# Mont-Vully
Mont-Vully ist eine politische Gemeinde im Kanton Freiburg, Schweiz, die per 1. Januar 2016 gegründet wurde. Die im Seebezirk gelegene neue Gemeinde entstand aus dem Zusammenschluss der ehemaligen Gemeinden Bas-Vully und Haut-Vully. Sie liegt auf dem freiburgischen Teil des Mont Vully und besteht unter anderem aus den folgenden am Nordufer des Murtensees gelegenen Ortschaften und Weiler:
- Sugiez
- Nant
- Praz (Vully)
- Môtier
- Mur (Vully) FR
- Guévaux

sowie aus:
- Lugnorre
- Joressens
- Bellechasse